# Ask for It
Ask for It – album (EP) grunge'owego zespołu Hole. Materiał na tę płytę powstał podczas wiosennej sesji nagraniowej z 1992. Znalazły się tam dwie piosenki z poprzedniej płyty Live Through This.
EP dotarł do 172. miejsca na amerykańskiej liście najlepiej sprzedających się płyt.

## Lista utworów
1. "Over the Edge" (Greg Sage) – 2:47
2. "Pale Blue Eyes" (Lou Reed) – 3:56
3. "Drown Soda" (Hole) – 3:51
4. "Doll Parts" (Hole) – 2:21
5. "Violet" (Hole) – 3:36
6. "Forming/Hot Chocolate Boy" (The Germs/Beat Happening) – 1:32

## Miejsce na listach przebojów
| Rok  | Lista przebojów          | Numer |
| ---- | ------------------------ | ----- |
| 1995 | The Billboard 200 (U.S.) | 172   |